# Коллимационная ошибка
Коллимацио́нная оши́бка — горизонтальный угол между оптической и визирной осями зрительной трубы. 
Оптическая ось прибора — это прямая, проходящая через оптические центры окуляра и объектива. Зрительная ось это прямая, проходящая через оптический центр объектива и перекрестие сетки нитей. Сетка нитей — это лазерная гравировка на круглом стёклышке, которое располагается между объективом и окуляром в непосредственной близости от окуляра (см. рисунок). Стёклышко с сеткой нитей закрепляется в приборе посредством 4-х юстировочных винтов. Из этого следует вывод, что угол между оптической и визирной осями возникает вследствие линейного смещения сетки нитей. Если допустить что в среднем расстояние от объектива зрительной трубы до сетки нитей в приборах составляет около 15 см, то для того, чтобы получился угол в 1” (что соответствует 2С = 2”) достаточно сместить сетку нитей на величину около 0,001 мм. Смещение с таким числовым порядком возможно как следствие незначительного физического воздействия, так и под влиянием перепада температур (особенно в зимнее время при перемещении прибора из тёплого помещения на уличный холод). Поверка двойной коллимационной ошибки осуществляется путём наведения прибора на одну и ту же точку при круге «право» и при круге «лево». Результат вычисляется по формуле:
```
                
2С=КЛ-КП ±180°
,
```

где: КП — отсчёт по горизонтальному кругу при наведении на точку при круге «право»; КЛ — отсчёт по горизонтальному кругу при наведении на точку при круге «лево»; 2С — двойная коллимационная ошибка.
Допустимое значение двойной коллимационной ошибки рассчитывается исходя из точностных характеристик прибора и составляет двойное значение СКО измерения горизонтального угла (для прибора с СКО измерения горизонтального угла 5” допустимое значение 2С будет 10”). 

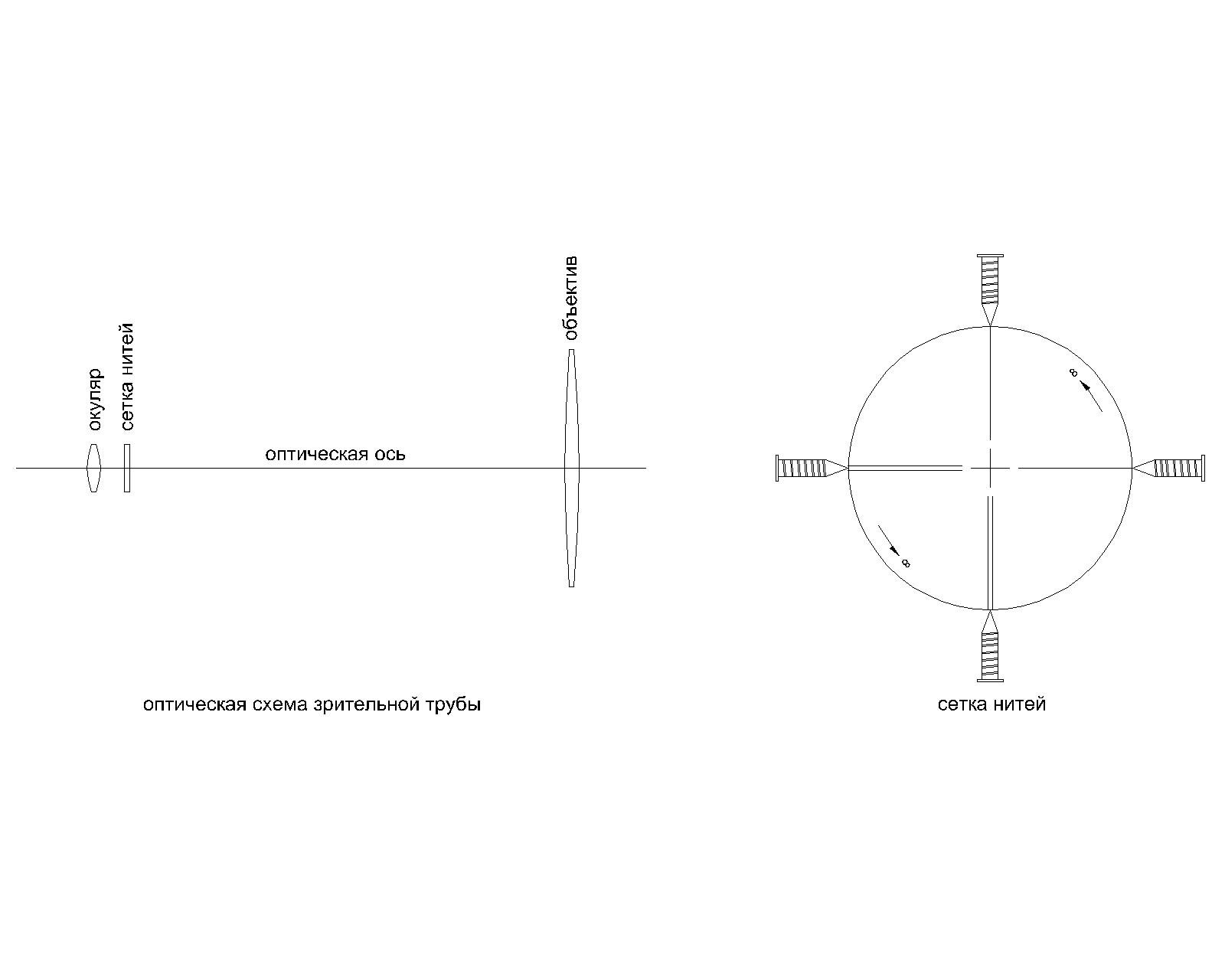
Оптическая схема зрительной трубы

Исправляется передвижением сетки нитей посредством зажимных винтов. При работе с инструментом возможно исключить влияние коллимационной ошибки за счёт наблюдения при разном положении вертикального круга. Среднее из двух наблюдений будет свободно от коллимации. У больших неподвижных инструментов её определяют при помощи горизонтальных коллиматоров.

## Подробнее
Оптическая ось зрительной трубы есть прямая, соединяющая оптический центр объектива с оптическим центром окуляра зрительной трубы теодолита, геометрическая же ось трубы есть: или ось цапф (в нивелирах), или прямая, перпендикулярная оси вращения трубы. Коллимационная ошибка может быть отъюстирована передвижением сетки нитей юстировочными винтами.
Исключение влияния коллимационной ошибки на результаты наблюдений достигается наблюдениями при двух положениях вертикального круга прибора.